# Андора на Зимским олимпијским играма 2014.
Андора је у свом једанаестом учешћу на Зимским олимпијским играма 2014. у Сочију ( Краснодарски крај, Русија) учествовао са шесторо олимпијаца (4 мушкарца и 2 жене) који су се такмичили у десет дисциплина три спорта. 
Спортисти Андоре су остали у групи земаља које нису освојиле ниједну медаљу на олимпијским играма.
Најмлађи учесник у екипи Андоре је био алпски скијаш Ђоан Верду Санчез са 18 година и 273 дана, а најстарија Лор Сулије са 26 година и 293 дана, која се такмичила такође у алпском скијању.

## Учесници по спортовима
| Спорт          | Мушкарци | Жене | Укупно |
| -------------- | -------- | ---- | ------ |
| Алпско скијање | 3        | 1    | 4      |
| Биатлон        | 0        | 1    | 1      |
| Сноубординг    | 1        | 0    | 1      |
| Укупно(3)      | 4        | 2    | 6      |

## Алпско скијање

### Мушкарци
| Такмичар            | Дисциплина       | 1. вожња     | 1. вожња     | 2. вожња     | 2. вожња     | Укупно       | Укупно       |              |
| Такмичар            | Дисциплина       | Време        | Пласман      | Време        | Пласман      | Време        | Заостатак    | Пласман      |
| ------------------- | ---------------- | ------------ | ------------ | ------------ | ------------ | ------------ | ------------ | ------------ |
| Кевин Естеве Ригаил | спуст            |              |              |              |              | 2:10,80      | +4,57        | 32/47 (50)   |
| Марк Оливерас       | суперкомбинација | 1:57,08      | 33           | 1:01,46      | 32           | 2:58,54      | +13,34       | 31/34 (50)   |
| Марк Оливерас       | спуст            |              |              |              |              | 2:12,76      | +6,53        | 40/47 (50)   |
| Марк Оливерас       | велеслалом       | 1:26,40      | 41           | 1:27,34      | 39           | 2:53,74      | +8,45        | 38/72 (109)  |
| Марк Оливерас       | супервенеслалом  |              |              |              |              | 1:22,02      | +3,88        | 35/52 (63)   |
| Ђоан Верду Санчез   | супервенеслалом  | Није завршио | Није завршио | Није завршио | Није завршио | Није завршио | Није завршио | Није завршио |

### Жене
| Такмичарка       | Дисциплина       | 1. вожња      | 1. вожња      | 2. вожња      | 2. вожња      | Укупно        | Укупно        |               |
| Такмичарка       | Дисциплина       | Време         | Пласман       | Време         | Пласман       | Време         | Заостатак     | Пласман       |
| ---------------- | ---------------- | ------------- | ------------- | ------------- | ------------- | ------------- | ------------- | ------------- |
| Миреја Гутијерез | суперкомбинација | 1:49,04       | 32            | 53,26         | 15            | 2:42,30       | +7,68         | 18/22 (36)    |
| Миреја Гутијерез | велеслалом       | Није завршила | Није завршила | Није завршила | Није завршила | Није завршила | Није завршила | Није завршила |
| Миреја Гутијерез | слалом           | Није завршила | Није завршила | Није завршила | Није завршила | Није завршила | Није завршила | Није завршила |

## Биатлон
Прерасподелом квота, Андора је доблиа право да пошаље једну биатлонку. Пријављена је Лор Сулије

### Жене
| Биатлонка  | Дисциплина  | Време   | Промашаја   | Заостатак | Пласман                                              |
| ---------- | ----------- | ------- | ----------- | --------- | ---------------------------------------------------- |
| Лор Сулије | појединачно | 50:04,2 | 3 (1+1+0+1) | +6:44,6   | 48/78 (8) Архивирано на веб-сајту (13. фебруар 2014) |
| Лор Сулије | спринт      | 23:57,8 | 2 (1+1)     | +2:51,0   | 66 / 84 Архивирано на веб-сајту (11. јануар 2014)    |

## Сноубординг

### Мушкарци
| Такмичар         | Дисциплина    | Квалификације | Квалификације | Квалификације | Осмина финала        | Четвртфинале         | Полуфинале           | Мало финале          | Финале               | Пласман/ учес |
| Такмичар         | Дисциплина    | 1. вожња      | 2. вожња      | Пласман/ учес | Осмина финала        | Четвртфинале         | Полуфинале           | Мало финале          | Финале               | Пласман/ учес |
| ---------------- | ------------- | ------------- | ------------- | ------------- | -------------------- | -------------------- | -------------------- | -------------------- | -------------------- | ------------- |
| Љуис Марин Тарок | Сноуборд крос | ОТК           | ОТК           | ДИСК          | Није се квалификовао | Није се квалификовао | Није се квалификовао | Није се квалификовао | Није се квалификовао | =25/39        |